# Заволокина, Анастасия Геннадиевна
Анастаси́я Генна́диевна Заволо́кина (14 мая 1974, Новосибирск) — российская фолк-певица, исполнительница романсов, телеведущая. Генеральный директор Российского центра «Играй, гармонь». Художественный руководитель ансамбля имени Геннадия Заволокина «Частушка». Художественный руководитель программы «Играй, гармонь любимая». Заслуженная артистка Российской Федерации (2007)

## Биография
Родилась 14 мая 1974 года в Новосибирске.
С 1992 года участвует в телевизионных проектах.
С 2001 года после гибели отца является ведущей программы «Играй, гармонь любимая!», выходящей на ОРТ (с 2002 года «Первый канал»).
С 2001 года является главным редактором журнала о народном творчестве «Играй, гармонь».
С 2002 года создает и возглавляет «Фонд Геннадия Заволокина» и по благословению архиепископа Новосибирского и Бердского Тихона начинает строительство часовни на месте автокатастрофы, в которой 8 июля 2001 года погиб Геннадий Заволокин. Официальное название часовни: «Во имя святого преподобного Геннадия Афонского». В ноябре 2005 года часовня освящается. Сегодня она является не только православным храмом, но и «домом памяти» Геннадия Заволокина, куда съезжаются народные исполнители со всей России.
Проводит серию концертов в Государственном Кремлёвском дворце, посвященных различным событиям и юбилеям движения «Играй, гармонь».

## Семья
- Отец — Геннадий Заволокин
- Брат — Захар Заволокин.
- В 1995 году вышла замуж. Мать пятерых детей. Дети — Григорий Смольянинов, Феодор Смольянинов, Геннадий Заволокин, Елизавета Смольянинова, Иван Смольянинов.
- Муж — Владимир Смольянинов.

## Награды
- Орден «За заслуги в культуре и искусстве» (29 мая 2024 года) — за большой вклад в развитие отечественной культуры и искусства, многолетнюю плодотворную деятельность[3].
- Орден Дружбы (Южная Осетия)[4]
- Заслуженный артист Российской Федерации (28 декабря 2007 года) — За большой вклад в социально-экономическое развитие области, достигнутые трудовые успехи и многолетнюю добросовестную работу[2].
- Заслуженный артист Кубани — За большой личный вклад в популяризацию традиционной культуры казачества Кубани[5].
- Почётный знак Президента Международной ассоциации работников культуры и искусства «За развитие международных культурных связей» — За большой вклад в развитие международных культурных связей, укрепление дружбы между народами.

## Фильмография
- 1997 — Не валяй дурака — Клава.